# Rudolf von Böttstein
Rudolf von Böttstein, auch: Rudolf de Böttstein, Rudolfus de Botenstein, (im 11./12. Jahrhundert; † 1131) war Abt des Klosters Reichenau (1123–1131).
Rudolf stammte aus dem Adelsgeschlecht der Freien von Böttstein mit Sitz auf dem Burg Böttstein im unteren Aaretal zwischen Baden und Koblenz gelegen. Seine Brüder waren Otto von Böttstein († 1139), Abt der Reichenau von 1136 bis 1139, und Mangold von Böttstein (auch: Manegold von Mammern-Böttstein), Abt von St. Gallen von 1122 bis 1133.
Nach dem Tod Rudolfs von Böttstein wurde Ludwig von Pfullendorf zum Abt des Klosters Reichenau gewählt.